# Аустријска пошта
Аустријска пошта АД је основана 1999. године издвајањем из тадашње „Поште и Телекома Аустрије“. Аустријска пошта пружа све врсте поштанских услуга, услуге преноса новца и друге комерцијалне услуге као што су Поштанска штедионица. 
 Осим Аустрије Аустријска пошта послује у још девет држава европе укључујући и Србију где поседује „Сити Експрес“.